# Sofia Goggia
Sofia Goggia, född 15 november 1992 i Bergamo i Lombardiet, är en italiensk alpin skidåkare, som tävlar i disciplinerna störtlopp, super-G och storslalom.
Under de olympiska spelen i Pyeongchang 2018 vann hon guld i störtloppet. I världsmästerskap har hon vunnit två medaljer: ett brons i storslalom från VM i Sankt Moritz 2017 och ett silver i Super G från VM i Åre 2019. Under världscupsäsongen 2017/2018 vann hon störtloppscupen.
Hon fick sitt stora genombrott i världscupen 2016/17 genom att på sex tävlingar mellan 26 november och 17 december lägga beslag på två andraplatser och fyra tredjeplatser. Dessförinnan, i VM 2013, nådde hon en fjärdeplats i super-G och en sjundeplats i alpin kombination. Hon tävlade då även i störtlopp, men med en blygsammare placering. I mars 2016 kom hon på andra plats i störtlopp i de italienska mästerskapen.
Goggia gjorde sin debut i världscupen den 28 december 2011 i Lienz i Österrike.
Goggia har en väldigt utmanande och forcerad åkstil, vilket gör att hon ofta genom åren inte tagit sig i mål.

## Världscupsegrar
Goggia har fem segrar i världscupen: tre i störtlopp och två i super-G.
| Nr | Datum           | Plats              | Land      | Disciplin |
| -- | --------------- | ------------------ | --------- | --------- |
| 1  | 4 mars 2017     | Jeongseon          | Sydkorea  | Störtlopp |
| 2  | 5 mars 2017     | Jeongseon          | Sydkorea  | Super-G   |
| 3  | 14 januari 2018 | Bad Kleinkirchheim | Österrike | Störtlopp |
| 4  | 19 januari 2018 | Cortina d’Ampezzo  | Italien   | Störtlopp |
| 5  | 15 mars 2018    | Åre                | Sverige   | Super-G   |